# Waddington (Lincolnshire)
Waddington is een civil parish in het bestuurlijke gebied North Kesteven, in het Engelse graafschap Lincolnshire met 6122 inwoners. Er bevindt zich een belangrijke vliegbasis van de Royal Air Force, RAF Waddington.